# وليام فيليبس (كرة سلة)
وليام فيليبس (بالفرنسية: William Phillips)‏ مواليد 18 مارس 1979 في نيس، هو لاعب كرة سلة أمريكي معتزل. بدأ مسيرته الاحترافية في سنة 2002. يبلغ طوله 6 قدم 10 بوصة (2.1 م). اعتزل اللعب في 2009.

## المسيرة الاحترافية
لعب مع ساسكي باسكونيا في الدوري الإسباني في موسم 2002–2003، ثم لعب مع نادي غرناطة لكرة السلة في سنة 2003، ثم لعب مع دون بوسكو ليفورنو في الدوري الإيطالي في موسم 2005–2006، ثم لعب مع نادي لاردة لكرة السلة في موسم 2006–2007، ثم لعب مع نادي بريوغان لكرة السلة في الدوري الإسباني في موسم 2008–2009، ثم لعب مع بستويا باسكت 2000 في سنة 2009.

## روابط خارجية
- وليام فيليبس على موقع الدوري الإسباني لكرة السلة (الإسبانية)
- وليام فيليبس على موقع كرة السلة الأوروبية.كوم (الإنجليزية)
- وليام فيليبس على موقع كلية كرة السلة في سبورتس رفرنس.كوم (الإنجليزية)
- وليام فيليبس على موقع ريلجم (الإنجليزية)
- وليام فيليبس على موقع بروبوليرز (الإنجليزية)
- وليام فيليبس على موقع سبورتس رفرنس (الإنجليزية)